# Cerkiew św. Michała Archanioła w Przemkowie
Cerkiew św. Michała Archanioła – prawosławna cerkiew parafialna w Przemkowie. Należy do dekanatu Zielona Góra diecezji wrocławsko-szczecińskiej Polskiego Autokefalicznego Kościoła Prawosławnego. Obiekt wpisano do rejestru zabytków 27 kwietnia 1971 pod nr A/2353/1980.

## Historia
Zlokalizowana przy Placu Kościelnym. Cerkiew była pierwotnie ewangelickim kościołem, powstałym w latach 1744–1746 i gruntownie przebudowanym w latach 1775–1776. Późnobarokowa, w konstrukcji szkieletowej, na planie prostokąta, nakryta dachem dwuspadowym, w wewnątrz z emporami. Jego strzelista wieża pochodzi z lat 1871–1872. W 1949 świątynię przekazano miejscowej parafii prawosławnej. We wnętrzu cerkwi znajduje się ikonostas z obrazami autorstwa mnicha Apoloniusza z klasztoru w Jabłecznej (obrazy namalowano w latach 60. XX w.). Pozostały malarski wystrój wnętrza jest dziełem profesora Adama Stalony-Dobrzańskiego z ASP w Krakowie. W kościele zachowały się również elementy starszego wyposażenia, np. barokowa ambona.
W latach 1963–1965 świątynia została gruntownie wyremontowana; z tego okresu pochodzi też obecny ikonostas.
Wielokrotnie dochodziło do włamań do świątyni; w 1981 nieznani sprawcy ukradli z niej 21 zabytkowych ikon.